# Baranagar
Baranagar (o Baranagore) è una suddivisione dell'India, classificata come municipality, di 250.615 abitanti, situata nel distretto dei 24 Pargana Nord, nello stato federato del Bengala Occidentale. In base al numero di abitanti la città rientra nella classe I (da 100.000 persone in su).

## Geografia fisica
La città è situata a 22° 38' 36 N e 88° 21' 55 E e ha un'altitudine di 11 m s.l.m..

## Società

### Evoluzione demografica
Al censimento del 2001 la popolazione di Baranagar assommava a 250.615 persone, delle quali 132.701 maschi e 117.914 femmine. I bambini di età inferiore o uguale ai sei anni assommavano a 19.653, dei quali 10.048 maschi e 9.605 femmine. Infine, coloro che erano in grado di saper almeno leggere e scrivere erano 206.735, dei quali 113.855 maschi e 92.880 femmine.